# Стюарт, Фридрих фон
Барон Фридрих фон Стюарт (нем. Friedrich von Stuart; 1761 — 1842) — курляндский дворянин и землевладелец. Он был женат на Генриетте Кант (1783—1850), племяннице философа Иммануила Канта (1724—1804) и дочери его брата Иоганна Генриха Канта (1735—1800).

## Биография
Фридрих фон Стюарт родился в 1761 году в Дармштадте.
Никакой информации о учёбе Фридриха фон Стюарта нет.
Его семья была родом из Шотландии. Дедом Фридриха фон Стюарта был Карл-Магнус Стюарт, который был возведён при Карле XII шведским фрайгерром, был строителем крепостей в Швеции и шведским губернатором Курляндии в 1701—1702 годах.
В 1803 году он женился на Генриетте Кант (1783—1850), от которой у него было восемь детей, в том числе Фёдор Фёдорович Стюарт (1804—1856), Эмилия Фёдоровна фон Стюарт (1813—1872) и Теофилия Фёдоровна фон Стюарт (1817—1869).
Фридрих фон Стюарт умер в 1842 году в Либаве, в возрасте 81 года, его вдова умерла спустя 8 лет в 1850 году.

## Семья
В браке Фридрих фон Стюарт и Генриетта Кант имели восьмерых детей:
- Фёдор Фёдорович Стюарт (1804—1856)
- Мария Генриетта Адельхейд фон Стюарт (1805—1870) — вышла замуж за Фридриха Рудольфа фон Корффа (1796—1870)
- Эммануэль Александр фон Стюарт (1807—1870)
- Фридрих Адольф фон Стюарт (1809)
- Полина Фёдоровна Стюарт (1810—1858)
- Якоб Пауль Даниэль Эдуард фон Стюарт (1811)
- Эмилия Фёдоровна фон Стюарт (1813—1872) — вышла замуж за адмирала Михаила Николаевича Лермонтова (1792—1866)
- Теофилия Фёдоровна фон Стюарт (1817—1869) — вышла замуж за Карла Магнуса Рейнгольда Стенбока (1804—1885)

Среди потомков Фридриха фон Стюарта были писатель Эрик Стенбок, барон Дмитрий Фёдорович Стюарт, посол России в Румынии и Дании, военачальник, генерал от кавалерии Александр Михайлович Лермонтов и естествоиспытатель и общественный деятель Александр Фёдорович Стуарт.